# جامع يلبغا
جامع يلبغا هو جامع تاريخي يقع في دمشق على ضفّة نهر بردى (شارع المرجة).

## تاريخ المسجد
بني المسجد في 662 هـ في العهد المملوكي خارج سور دمشق. وقد تم ترميمه مرتين عام 803 هـ و 847 هـ في عهد والي دمشق سيف الدين يلبغا اليحياوي. وقد ذكر البديري الحلاق في يومياته ان أسعد باشا العظم امر بترميم وإصلاح المسجد سنة 1169 هـ.
وقد هدم المسجد المملوكي عام 1395 هـ وبني محلها جامع أكبر يحمل نفس الاسم. المسجد الجديد ما زال غير مكتمل بسبب عدم تسوية هيكل البناء.
وقد اثنى مفتي المالكية بدمشق أبو الفتح يوسف المالكي (ت. 1173 هـ / 1760 م) على الجامع واعتبرها من محاسن الشام وقال فيه: